# Білатеральна симетрія

Малюнок Леонардо да Вінчі, що зображає симетрію людини

Білатеральна симетрія (двостороння симетрія) — симетрія дзеркального відображення, при якій об'єкт має одну площину симетрії, щодо якої дві його половини дзеркально симетричні.
У тварин білатеральна симетрія проявляється у схожості або майже повній ідентичності лівої і правої половин тіла. При цьому завжди існують випадкові відхилення від симетрії (наприклад, відмінності в папілярних лініях, розгалуження судин і розташуванні родимок на правій і лівій руках людини). Часто існують невеликі, але закономірні відмінності у зовнішній будові (наприклад, розвиненіша мускулатура правої руки у праворуких людей) і істотніші відмінності між правою і лівою половинами тіла в розташуванні внутрішніх органів. Наприклад, серце у ссавців зазвичай розміщено несиметрично, зі зміщенням вліво.
У тварин поява білатеральної симетрії в еволюції пов'язана з повзанням по субстрату (по дну водойми), у зв'язку з чим з'являються спинна і черевна, а також права й ліва половини тіла. Загалом, серед тварин білатеральна симетрія більш виражена у активно рухомих форм, ніж у сидячих.
Білатеральна симетрія властива всім досить високоорганізованим тваринам, крім голкошкірих. У інших живих організмів білатеральна симетрія менш поширена. Серед найпростіших вона характерна для дипломонад (наприклад, лямблій), деяким трипанозомам, бодонідам, багатьом форамініферам.
У рослин білатеральну симетрію зазвичай має не весь організм, а його окремі частини — листки або квітки. Білатерально симетричні квітки ботаніки називають зигоморфними.